# Хейнясенма (острів)
Хейнясе́нма (рос. Хейнясенма) — невеликий острів у Ладозькому озері, частина островів Хейнясенма Західного архіпелагу. Територіально належить до Лахденпохського району Карелії, Росія.
Довжина 3,1 км, ширина 0,9 км.